# Jardín Botánico Tower Hill
El Jardín Botánico Tower Hill (en inglés: Tower Hill Botanic Garden), es un jardín botánico de 132 acres (53.4 hectáreas) de extensión administrado por la asociación "Worcester County Horticultural Society", que se encuentra en Boylston, Massachusetts, Estados Unidos.

## Localización
Tower Hill Botanic Garden, 11 French Drive, PO Box 598, Boylston, Worcester County, Massachusetts MA 01505-0598, United States of America-Estados Unidos de América.
Planos y vistas satelitales.42°21′42.84″N 71°43′36.12″O / 42.3619000, -71.7267000
Se encuentra abierto desde el 15 de abril hasta el 31 de octubre. Se hace una visita guiada (incluida con la entrada del jardín botánico).

## Historia
Este jardín botánico, con unas vistas espectaculares del Mount Wachusett y del Wachusett Reservoir, fue fundado en 1986 gracias a las iniciativas de la Worcester County Horticultural Society y está previsto que se encuentre plenamente desarrollado para el 2040.

## Colecciones
"Tower Hill" alberga una serie de interesantes colecciones de plantas y jardines, así :
- The Frank L. Harrington Sr. Orchard (El huerto de Frank L. Harrington Sr.) que alberga 238 árboles de 119 variedades de manzanos anteriores al siglo XX.
- The Lawn Garden (El jardín de césped) es un prado herboso delimitado por 350 especies y variedades de árboles y de arbustos ornamentales, con grupos de peonias, lirios de un día, iris siberianos, y de plantas cubresuelos.
- The Secret Garden (El jardín secreto) con una doble pergola, fuentes, estanque, estatuas, y una amplia variedad de hierbas, perennes y anuales.

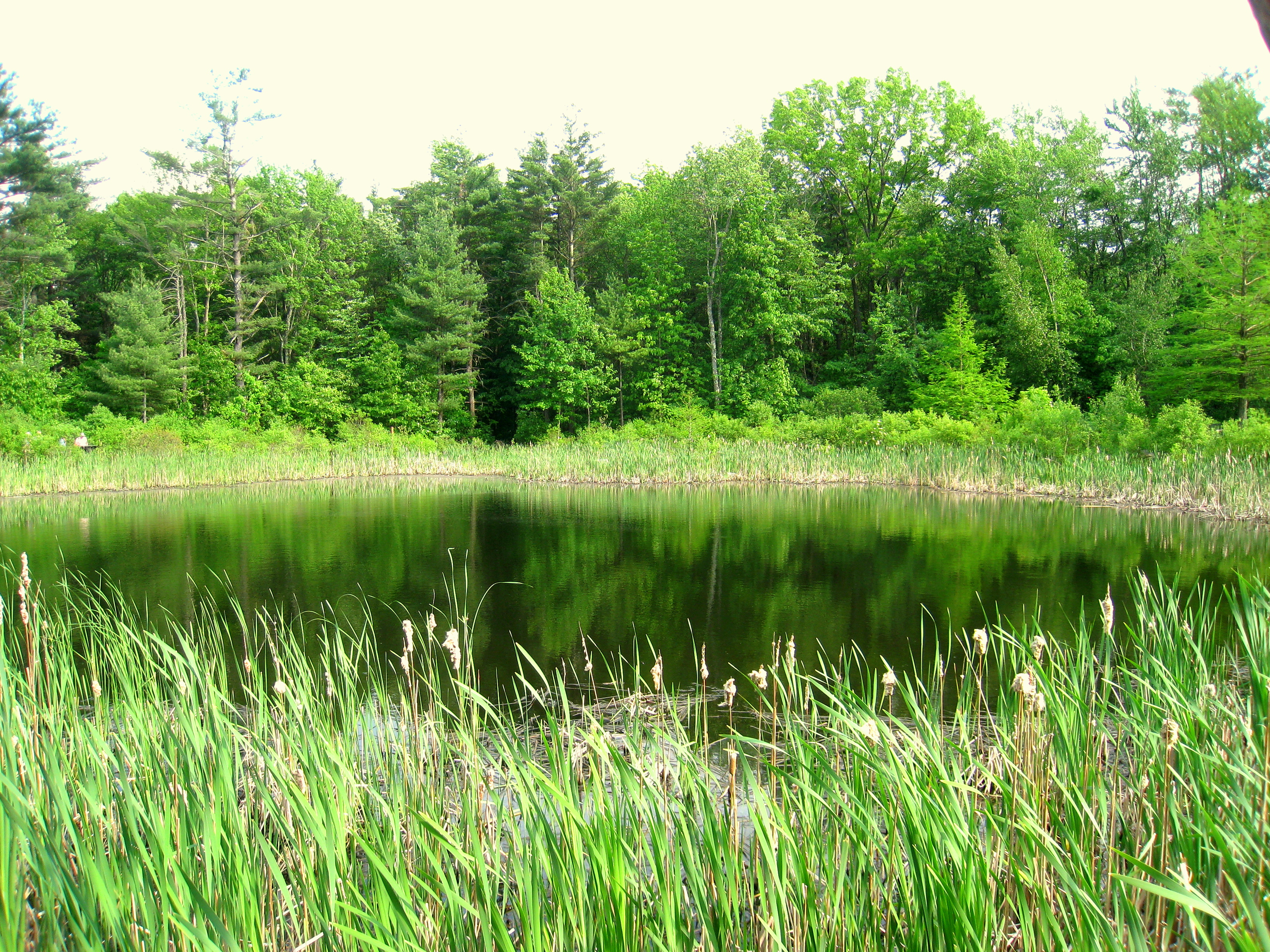
Charca en el "Tower Hill Botanic Garden".

- The Cottage Garden (El jardín de la casa de campo) es una colección de plantas anuales, perennes y leñosas. El jardín de verduras contiene verduras de huerto y plantas anuales
- The Orangerie (La Orangerie) es un invernadero de 370 m² en estilo del siglo XVIII. La Orangerie, es una pieza primordial de las exhibiciones de invierno en "Tower Hill", ofreciendo centenares de plantas subtropicales y de bulbos de flor.
- The Systematic Garden (El jardín sistemático) es una especie de experiencia educativa, donde encontramos las plantas dispuestas “sistemáticamente”, según nuestra comprensión científica actual de sus relaciones evolutivas. Diseñado en un estilo italianizante, este jardín presenta veintiséis familias de plantas distintas, siendo una especie de enciclopedia virtual del reino de las plantas.
- The Wildlife Refuge Pond (La charca refugio de vida silvestre), con medio acre de extensión y 3 millas de senderos arbolados, proporciona una gran oportunidad para que los visitantes observen y comtemplen el mundo natural. Las especies nativas y exóticas de plantas se incorporan en este refugio para la fauna, con una serie de bancos para permitir a los visitantes un descanso a lo largo del trayecto. En invierno, los esquiadores a campo través son bien venidos.
- The Stoddard Education and Visitors Center (El centro de visitantes y educación Stoddard) este es el eje para todas las actividades en "Tower Hill". Aquí se encuentra un teatro de 100 asientos con un vídeo de orientación para ayudar a planear su visita, así mismo la 3ª biblioteca hortícola más antigua de los Estados Unidos, la tienda de regalos y la cafetería.